# Opération Northern Delay
L’opération Northern Delay est menée le 26 mars 2003 par l'armée américaine pendant l'invasion de l'Irak.

## Déroulement de l'opération
1 000 soldats de la 173e brigade aéroportée américaine sont parachutés à partir de C-17 Globemaster III de la 315th Airlift Wing, 62nd Airlift Wing et de la 437th Airlift Wing (en) (escadres de transport aérien) sur l'aérodrome de Bashur au kurdistan irakien.
Ce déploiement de troupes dans le nord de l'Irak contraint l'armée irakienne à maintenir approximativement six divisions dans la région afin de protéger son flanc nord, aidant ainsi grandement la Coalition à avancer sur Bagdad depuis le sud.